# Foreman For Real
Foreman For Real est un jeu vidéo de boxe sorti en 1995 sur Game Boy, Game Gear, Mega Drive et Super Nintendo. Le jeu a été développé par Software Creations et édité par Acclaim.